# Courmelles
Courmelles település Franciaországban, Aisne megyében. Lakosainak száma 1831 fő (2022. január 1.). Courmelles Belleu, Missy-aux-Bois, Ploisy, Saconin-et-Breuil, Soissons, Vauxbuin és Bernoy-le-Château községekkel határos.

## Népesség
A település népességének változása:
| Lakosok száma | 963  | 2101 | 1915 | 1705 | 1781 | 1799 | 1826 | 1863 | 1877 | 1831 |
|               | 1968 | 1982 | 1990 | 2006 | 2013 | 2015 | 2017 | 2019 | 2020 | 2022 |